# Де Форж, Элисон
Элисон де Форж (англ. Alison Des Forges, при рождении Элисон Либнавски, англ. Alison Liebhafsky; 20 августа 1942, Скенектади, Нью-Йорк — 12 февраля 2009[…], Clarence Center, Нью-Йорк) — американский историк и правозащитник, специализировавшаяся на проблемах региона Великих африканских озёр и геноциде в Руанде 1994 года. На момент смерти она была старшим советником по африканскому континенту в Human Rights Watch. Погибла в авиакатастрофе DHC-8 под Буффало.

## Биография
Элисон Б. Либхафских родилась 20 августа 1942 года в семье Сибил Смолл и Германа А. Либхафских. В 1964 году Элисон вышла замуж за Роджера де Форжа, историка из Университета штата Нью-Йорк в Буффало, специализировавшегося на Китае. Де Форж получила степень бакалавра искусств и магистра истории в Колледже Рэдклифф в 1964 году, а также степень магистра (1966) и доктора философии (1972) в Йельском университете. Её магистерская и докторская диссертации были посвящены влиянию европейского колониализма на Руанду. Её диссертация «Поражение — единственная плохая новость: Руанда при Мусинге, 1896—1931 гг.», была опубликована уже после смерти де Форж в 2011 году. Работа была посвящённая периоду правления короля Юхи V, где де Форж показала как влияние колониального режима, миссионеров и торговцев повлияли на конфликты между этническими группами в Руанде.
Элисон де Форж специализировалась на районе Великих африканских озёр, изучала геноцид в Руанде, а также нарушения прав человека в Демократической Республике Конго и Бурунди. В 1994 году, после геноцида в Руанде, де Форж покинула научную деятельность, сосредоточившись на работе в области прав человека . В 1999 году она была награждена Стипендией Макартура в знак признания её работ как «лидера в области прав человека». Также она являлась старшим советником Human Rights Watch по африканскому континенту. В 2003 году получила премию Бруно Крайского за политическую книгу.
В 2008 году власти Руанды, во главе с президентом Полем Кагаме из Руандийского патриотического фронта, несколько раз запрещали ей въезд в Руанду. Human Rights Watch и де Форж неоднократно критиковали ситуацию с правами человека в Руанде, участие войск Руанды в конфликте в ДР Конго и нарушения прав человека со стороны Руандийского патриотического фронта, начиная с 1994 года.
Погибла 12 февраля 2009 года в авиакатастрофе рейса 3407 компании Continental Connection, следовавшего из Ньюарка в Буффало.

## Геноцид в Руанде
Де Форж была хорошо осведомлена о разворачивающимся геноциде тутси в Руанде. В частности она поддерживала связь по телефону с правозащитницей Моникой Мужавамарией. В ходе одного из разговоров, Моника в связи с опасностью убийства, бросила трубку, не желая чтобы Де Форж слышала как её убивают. Несмотря на реальную угрозу убийства, Мужавамария выжила. Де Форж стала одной из первых иностранцев, говоривших о начале геноцида в Руанде, а впоследствии она возглавила группу, занимавшихся документированием фактов геноцида. Кроме того, она 11 раз выступала свидетелем в Международном трибунале по Руанде, а также рассказывала о происходящем в Руанде в комиссиях Национального собрания Франции, Сената Бельгии, Конгресса США, Организации африканского единства и Организации Объединённых Наций.
Её книгу «Leave None to Tell the Story» 1999 года The Economist и The New York Times описали как исчерпывающий отчёт о геноциде в Руанде. В книге Де Форж утверждала, что геноцид не явился спонтанной вспышкой межплеменного насилия, а был организован правительством Руанды, где у власти тогда были представители народности хуту.

## Память
Африканист Рене Лемаршан отмечал: «То, что история Руанды сегодня вообще известна в США, это во многом достижение Филиппа Гуревича и Элисон Де Форж».
В 2009 года Human Rights Watch присвоило премии правозащитников имя Элисон Де Форж. Премией в различные годы награждались такие люди как Елена Милашина и Лю Сяобо (2010), Наталья Таубина (2013), Син Дон Хёк (2014), Хадиджа Исмаилова (2015)